# Kosmos 2217
Kosmos 2217, ruski satelit upozorenja iz programa Kosmos. Vrste je Oko (br. 6059). 
Lansiran je 21. listopada 1992. godine u 10:21 s kozmodroma Pljesecka, sa startnog kompleksa br.16/2. Lansiran je u visoku orbitu oko Zemlje raketom nosačem Molnija-M 8K78M/2BL. Orbita mu je 646 km u perigeju i 39.720 km u apogeju. Orbitna inklinacija je 62,98°. COSPARova oznaka je 1992-069-A.  Spacetrackov kataloški broj je 22189. Zemlju obilazi u 718,00 minuta. Pri lansiranju bio je mase 1900 kg.
Dio skupine satelita Oko i pokrivao je ravninu od 8 do 201 stupanj dužine rastućeg čvora.

## Vanjske poveznice
- N2YO.com Search Satellite Database
- Celes Trak SATCAT Format Documentation (engl.)
- Planet4589.org Tablični prikaz podataka o satelitima
- Planet4589.org Launchlog
- Kunstman  Arhivirana inačica izvorne stranice od 12. kolovoza 2019. (Wayback Machine) Satellites in Orbit (engl.)